# Rasim Babayev
Pour les articles homonymes, voir Babayev.
Rasim Babayev (en azéri : Rasim Hənifə oğlu Babayev, né le 31 décembre 1927 à Bakou et mort le 24 avril 2007 à Bakou) est un peintre azerbaïdjanais, membre de l'Union des peintres d'Azerbaïdjan (1959), Peintre du peuple de la RSS d'Azerbaïdjan (1988), lauréat du prix d'État de la RSS d'Azerbaïdjan (1991).

## Biographie
Après avoir obtenu son diplôme d'études secondaires en 1945-1949, Rasim Babayev étudie au Collège d'Art d'État Azim Azimzade. Puis il poursuit ses études en 1949-1956 à l'Institut d'Art de Moscou du nom de V.I. Surikov.

## Œuvre
Rasim Babayev est un artiste dont la contribution est exceptionnelle au développement de la peinture et du graphisme azerbaïdjanais. Il est connu pour ses peintures dans divers genres et thèmes, en particulier dans les genres de la peinture et des graphiques de banc.
Sumgayit, Dachkesan, Absheron, Arbres, Réservoirs de pétrole (1958), Fille (1958), Ville noire (1958), Sur les routes de Dachkesan (1961) , Portrait d'un ouvrier (1962), En Allemagne (1963)  Goboustan (1964), Khinalyq (1964), Chameaux (1966), Bains (1969), Nabi Fugitif  (1969), Vieux Bakou (1970), Grenades (1970), Village (1970), Ancien cimetière (1970), Artiste A.Rzaguliyev  (1970) et d'autres ouvrages.
L'artiste est également l'auteur de peintures telles que Camp de la mort, Mémoire du frère, Montagnes, Terre et Ciel, Mon jardin et des portraits de Fille, Artiste S. Bahlulzade. Rasim Babayev est l'auteur de peintures sur les événements de la fin des années 1980 et des années 1990. Il a créé le tableau Le général sanglant  représentant la tragédie du 20 janvier.
R. Babayev a également travaillé avec succès dans le domaine de la conception de livres et d'illustration. Tête de Nazim Hikmet, Catastrophe de R. Tagore (1958), les « histoires » de Y.V. Tchamanzaminli (1959) en sont des exemples. Parallèlement, il dessine des illustrations en couleurs pour de nombreux livres pour enfants, parmi lesquels Histoires effrayantes de Suleyman Sani Akhundov (1958), Détention des fruits de M.Fuzuli (1960), Tik-tik khanum de A. Chaїg (1961), conte populaire Petit pouce (1963).
Les œuvres de l'artiste de 1980-1990 comprennent la série Année du Dragon, Rêve, Navires de Sindibad, œuvres de la série Réfugiés.

## Expositions
Les œuvres de Rasim Babayev ont été exposées dans un certain nombre d'expositions étrangères - Angleterre, Canada, Turquie, Finlande et un certain nombre de pays à travers le monde. Les expositions des œuvres de l'artiste À la recherche de la vérité ont ouvert le 29 octobre 2014 avec la participation de la vice-présidente de la Fondation Heydar Aliyev Leyla Aliyeva au Palais de marbre du Musée russe à Saint-Pétersbourg, et le 15 avril à l’Ermitage de Kazan. Une partie de tableau de l'artiste est conservée à la galerie Trétiakov à Moscou et au musée d'Art moderne et au musée d'Art oriental, au musée Zummer aux États-Unis et à la Galerie de France français.

## Récompenses
- Artiste émérite de la RSS d'Azerbaïdjan (1964)
- Artiste du peuple de la RSS d'Azerbaïdjan (7 mai 1988)
- Prix d'État de la RSS d'Azerbaïdjan pour 1990 (1991) - pour une série de peintures réalisées en 1988-1989
- Bourse individuelle du Président de la République d'Azerbaïdjan (11 juin 2002)